# 1992–1993-as német labdarúgókupa
Az 1992–1993-as német labdarúgókupa volt az 50. kiírása az évente megrendezett országos kupának, 1992. augusztus 18-án kezdődött és 1993. június 12-én ért véget a berlini Olimpiai Stadionban rendezett döntővel.
A tornára 83 csapat kvalifikálta magát: a német első osztály (Bundesliga) és a másodosztály (2. Bundesliga Nord / Süd) összes csapata, az amatőrbajnokság (Amateurmeisterschaft) dobogósai és tartományi bajnokságok (Verbandspokal) bajnokai/dobogósai.

## 1. forduló
| 1992. augusztus 18.     |     |                 |                          |
| Bayer Leverkusen Amatőr | 2-2 | Hamburger SV    | tizenegyeslövés után 7-8 |
| OT Bremen               | 1-7 | 1. FC Nürnberg  |                          |
| FC Gundelfingen         | 0-1 | Bayer Uerdingen |                          |
| TSV 1860 München        | 1-2 | Dynamo Dresden  |                          |

| 1992. augusztus 19.       |     |                          |                   |
| FSV Wacker Nordhausen     | 0-8 | 1. FC Köln               |                   |
| BSV Stahl Brandenburg     | 0-2 | 1. FC Kaiserslautern     |                   |
| SpVgg Greuther Fürth      | 0-2 | VfL Bochum               |                   |
| FSV Salmrohr              | 2-0 | SG Wattenscheid 09       |                   |
| Sportfreunde Siegen       | 0-6 | VfB Stuttgart            |                   |
| ASV Bergedorf 85          | 1-3 | Bayer Leverkusen         |                   |
| Göttingen 05              | 1-3 | FC Schalke 04            |                   |
| SC Jülich                 | 1-5 | Werder Bremen            | hosszabbítás után |
| Jahn Regensburg           | 2-1 | VfB Lübeck               |                   |
| Lüneburger SK             | 0-3 | Karlsruher SC            |                   |
| SV Wehen Wiesbaden        | 2-3 | Eintracht Frankfurt      |                   |
| Kickers Emden             | 1-5 | 1. FC Saarbrücken        |                   |
| Fortuna Düsseldorf Amatőr | 1-2 | Borussia Mönchengladbach |                   |
| Hallescher FC             | 1-4 | Borussia Dortmund        |                   |

| 1992. augusztus 25.  |     |                |
| Borussia Neunkirchen | 0-6 | Bayern München |

## 2. forduló
| 1992. szeptember 11.   |     |               |                          |
| Viktoria Aschaffenburg | 0-6 | VfL Osnabrück |                          |
| MSV Duisburg           | 0-0 | 1. FC Köln    | tizenegyeslövés után 4-3 |
| Karlsruher SC          | 4-2 | Hamburger SV  |                          |
| VfL Bochum             | 1-2 | Hannover 96   |                          |
| SC Fortuna Köln        | 0-1 | SV Meppen     |                          |

| 1992. szeptember 12.        |     |                                |                          |
| Rot-Weiß Erfurt             | 0-0 | Bayer Uerdingen                | tizenegyeslövés után 2-4 |
| SC Bamberg                  | 1-3 | Eintracht Frankfurt            |                          |
| Bischofswerdaer FV 08       | 3-0 | VfB Oldenburg                  |                          |
| Sportfreunde Ricklingen     | 5-4 | SC Verl                        | hosszabbítás után        |
| Freiburger FC               | 0-3 | 1. FSV Mainz 05                |                          |
| Stuttgarter Kickers         | 1-2 | Chemnitzer FC                  |                          |
| Wormatia Worms              | 2-4 | Fortuna Düsseldorf             |                          |
| FC St. Pauli                | 2-3 | 1. FC Nürnberg                 | hosszabbítás után        |
| Bayer Leverkusen            | 1-0 | 1. FC Kaiserslautern           |                          |
| Werder Bremen Amatőr        | 1-2 | Borussia Mönchengladbach       |                          |
| FC Carl Zeiss Jena          | 2-1 | 1. FC Saarbrücken              |                          |
| FC Remscheid                | 2-1 | SV Darmstadt 98                |                          |
| SSV Ulm 1846                | 2-1 | SV Post Telekom Neubrandenburg |                          |
| SpVgg Plattling             | 2-1 | Jahn Regensburg                |                          |
| Eisenhüttenstädter FC Stahl | 1-1 | Wuppertaler SV                 | tizenegyeslövés után 5-4 |
| SpVg Beckum                 | 0-7 | Werder Bremen                  |                          |
| SpVgg 05 Bad Homburg        | 1-5 | Eintracht Braunschweig         |                          |
| Hansa Rostock               | 2-0 | VfB Stuttgart                  | hosszabbítás után        |
| TuS Hoppstädten             | 0-3 | VfR Heilbronn                  |                          |
| VfR Aalen                   | 1-2 | FC 08 Homburg                  |                          |
| Dynamo Dresden              | 2-3 | VfB Leipzig                    |                          |
| Hertha BSC Amatőr           | 3-0 | SGK Heidelberg                 |                          |
| FSV Lok Altmark Stendal     | 0-1 | FSV Salmrohr                   |                          |
| Borussia Dortmund           | 2-2 | Bayern München                 | tizenegyeslövés után 5-4 |

| 1992. szeptember 13. |     |                     |
| Rot-Weiss Essen      | 2-0 | FC Schalke 04       |
| SC Freiburg          | 2-4 | Hertha BSC          |
| Rot-Weiß Frankfurt   | 3-4 | SV Waldhof Mannheim |

## 3. forduló
| 1992. október 9. |     |                          |                   |
| SSV Ulm 1846     | 1-3 | Borussia Dortmund        |                   |
| 1. FC Nürnberg   | 5-2 | FC Remscheid             | hosszabbítás után |
| VfL Osnabrück    | 4-1 | Borussia Mönchengladbach |                   |

| 1992. október 10.       |     |                             |                          |
| Bischofswerdaer FV 08   | 0-1 | Karlsruher SC               | hosszabbítás után        |
| Hertha BSC Amatőr       | 4-2 | VfB Leipzig                 |                          |
| Sportfreunde Ricklingen | 0-2 | Chemnitzer FC               |                          |
| SpVgg Plattling         | 1-3 | FC Carl Zeiss Jena          |                          |
| VfR Heilbronn           | 0-2 | Bayer Leverkusen            |                          |
| FSV Salmrohr            | 0-1 | FC 08 Homburg               |                          |
| Bayer Uerdingen         | 0-1 | Hannover 96                 |                          |
| Eintracht Frankfurt     | 4-1 | SV Waldhof Mannheim         | hosszabbítás után        |
| Werder Bremen           | 3-1 | 1. FSV Mainz 05             |                          |
| MSV Duisburg            | 3-1 | Eintracht Braunschweig      |                          |
| Fortuna Düsseldorf      | 2-2 | Hansa Rostock               | tizenegyeslövés után 3-0 |
| Rot-Weiss Essen         | 3-2 | Eisenhüttenstädter FC Stahl |                          |

| 1992. október 11. |     |            |                   |
| SV Meppen         | 2-4 | Hertha BSC | hosszabbítás után |

## Nyolcaddöntő
| 1992. november 6. 19:30 (CEST) |

| Carl Zeiss Jena                        | 3–2 (h. u.)                 | MSV Duisburg              |
| -------------------------------------- | --------------------------- | ------------------------- |
| Löhnert 86' Wittke 103' Schreiber 105' | (0-1, 1–1, 3–1) Jegyzőkönyv | Azúzí 39' Struckmann 116' |

| Ernst-Abbe-Sportfeld, Jéna Nézőszám: 7 000 Játékvezető: Hans-Joachim Osmers (német) |

| 1992. november 6. 20:00 (CEST) |

| FC 08 Homburg                 | 0–0 (h. u.)                 | 1. FC Nürnberg                   |
| ----------------------------- | --------------------------- | -------------------------------- |
|                               | (0-0, 0–0, 0–0) Jegyzőkönyv | Wück 69′                         |
| Büntetőpárbaj                 |                             |                                  |
| Homp Jurgeleit Korell Cardoso | 2–4                         | Oechler Kramny Dorfner Friedmann |

| Waldstadion, Homburg Nézőszám: 9 000 Játékvezető: Georg Dardenne (német) |

| 1992. november 6. 20:00 (CEST) |

| Hertha BSC Amatőr                        | 4–3               | Hannover 96                           |
| ---------------------------------------- | ----------------- | ------------------------------------- |
| Holzbecher 55' Gezen 61' Schmidt 66' 87' | (0–1) Jegyzőkönyv | Heisig 4' Kretzschmar 48' Sirocks 74' |

| Friedrich-Ludwig-Jahn-Sportpark, Berlin Nézőszám: 6 300 Játékvezető: Günther Habermann (német) |

| 1992. november 7. 15:00 (CEST) |

| Bayer Leverkusen | 1–0               | Hertha BSC |
| ---------------- | ----------------- | ---------- |
| Thom 83'         | (0–0) Jegyzőkönyv |            |

| Ulrich-Haberland-Stadion, Leverkusen Nézőszám: 58 000 Játékvezető: Hans Scheuerer (német) |

| 1992. november 7. 15:30 (CEST) |

| Fortuna Düsseldorf | 0–1               | Karlsruher SC |
| ------------------ | ----------------- | ------------- |
|                    | (0–0) Jegyzőkönyv | Krieg 85'     |

| Rheinstadion, Düsseldorf Nézőszám: 10 200 Játékvezető: Gerhard Theobald (német) |

| 1992. november 7. 15:30 (CEST) |

| Eintracht Frankfurt              | 3–1               | VfL Osnabrück |
| -------------------------------- | ----------------- | ------------- |
| Kruse 15' Okocha 45' Schmitt 67' | (2–1) Jegyzőkönyv | Meinke 40'    |

| Waldstadion, Frankfurt Nézőszám: 9 000 Játékvezető: Hans-Peter Best (német) |

| 1992. november 7. 15:30 (CEST) |

| Rot-Weiss Essen | 0–1               | Chemnitzer FC |
| --------------- | ----------------- | ------------- |
|                 | (0–0) Jegyzőkönyv | Heidrich 87'  |

| Georg-Melches-Stadion, Essen Nézőszám: 13 000 Játékvezető: Karl-Josef Assenmacher (német) |

| 1992. november 7. 20:15 (CEST) |

| Werder Bremen            | 2–0               | Borussia Dortmund |
| ------------------------ | ----------------- | ----------------- |
| Rufer 14' 85' (11-esből) | (1–0) Jegyzőkönyv |                   |

| Weser-Stadion, Bréma Nézőszám: 33 100 Játékvezető: Aron Schmidhuber (német) |

## Negyeddöntő
| 1992. december 1. 19:30 (CEST) |

| Chemnitzer FC         | 2–1 (h. u.)                 | Werder Bremen                       |
| --------------------- | --------------------------- | ----------------------------------- |
| Renn 91' Heidrich 95' | (0-0, 0–0, 2–0) Jegyzőkönyv | Herzog 85′ Bratseth 96′ Allofs 120' |

| Stadion an der Gellertstraße, Chemnitz Nézőszám: 15 600 Játékvezető: Lothar Löwer (német) |

| 1992. december 1. 19:30 (CEST) |

| Carl Zeiss Jena | 0–2               | Bayer Leverkusen |
| --------------- | ----------------- | ---------------- |
|                 | (0-1) Jegyzőkönyv | Thom 29' 80'     |

| Ernst-Abbe-Sportfeld, Jéna Nézőszám: 9 200 Játékvezető: Klaus-Dieter Stenzel (német) |

| 1992. december 1. 20:00 (CEST) |

| Hertha BSC Amatőr          | 2–1               | 1. FC Nürnberg |
| -------------------------- | ----------------- | -------------- |
| Zimmermann 69' Lehmann 90' | (0-0) Jegyzőkönyv | Bäurle 89'     |

| Mommsenstadion, Berlin Nézőszám: 13 700 Játékvezető: Hans-Jürgen Kasper (német) |

| 1992. december 2. 20:15 (CEST) |

| Karlsruher SC           | 1–1 (h. u.)                 | Eintracht Frankfurt           |
| ----------------------- | --------------------------- | ----------------------------- |
| Shmarov 50'             | (0-1, 1–1, 1–1) Jegyzőkönyv | Yeboah 40'                    |
| Büntetőpárbaj           |                             |                               |
| Reich Metz Wittwer Carl | 3–5                         | Bein Bommer Binz Okocha Stein |

| Wildparkstadion, Karlsruhe Nézőszám: 29 000 Játékvezető: Bernd Heynemann (német) |

## Elődöntő
| 1993. március 30. 19:00 (CEST) |

| Eintracht Frankfurt | 0–3               | Bayer Leverkusen        |
| ------------------- | ----------------- | ----------------------- |
| Bindewald 55′       | (0–1) Jegyzőkönyv | Thom 6' 75' Kirsten 72' |

| Waldstadion, Frankfurt Nézőszám: 35 000 Játékvezető: Manfred Harder (német) |

| 1993. március 31. 20:15 (CEST) |

| Hertha BSC Amatőr    | 2–1               | Chemnitzer FC           |
| -------------------- | ----------------- | ----------------------- |
| Ramelow 5' Meyer 22' | (2-1) Jegyzőkönyv | Heidrich 36' (11-esből) |

| Olympiastadion, Berlin Nézőszám: 56 540 Játékvezető: Eugen Strigel (német) |

## Döntő
| 1993. június 12. 18:00 (CEST) |

| Bayer Leverkusen | 1–0               | Hertha BSC Amatőr |
| ---------------- | ----------------- | ----------------- |
| Kirsten 77'      | (0–0) Jegyzőkönyv |                   |

| Olimpiai Stadion, Berlin Nézőszám: 76 391 Játékvezető: Dr. Markus Merk (német) |

| Bayer Leverkusen | Hertha BSC Amatőr |

| BAYER LEVERKUSEN:    |    |                  |           |
|                      |    |                  |           |
| KA                   | 1  | Rüdiger Vollborn |           |
| SP                   |    | Franco Foda      |           |
| KV                   |    | Martin Kree      |           |
| KV                   | 4  | Christian Wörns  |           |
| JSZ                  |    | Andreas Fischer  |           |
| BSZ                  | 3  | Markus Happe     |           |
| KKP                  | 5  | Ioan Lupescu     |           |
| KKP                  |    | Heiko Scholz     |           |
| KKP                  | 10 | Pavel Hapal      |           |
| CS                   | 11 | Andreas Thom     |           |
| CS                   | 9  | Ulf Kirsten      | Sárga lap |
| Cserék:              |    |                  |           |
| ?                    |    |                  |           |
| Edző:                |    |                  |           |
| Dragoslav Stepanović |    |                  |           |

| HERTHA BSC AMATŐR: |  |                   |  |     |
|                    |  |                   |  |     |
| KA                 |  | Christian Fiedler |  |     |
| SP                 |  | Sven Meyer        |  |     |
| KV                 |  | Oliver Schmidt    |  | 73' |
| KV                 |  | Karsten Nied      |  |     |
| JSZ                |  | Gerald Klews      |  |     |
| BSZ                |  | Wolfgang Kolczyk  |  |     |
| KKP                |  | Andreas Schmidt   |  |     |
| KKP                |  | Carsten Ramelow   |  |     |
| TKP                |  | Sven Kaiser       |  |     |
| CS                 |  | Oliver Holzbecher |  |     |
| CS                 |  | Ayhan Gezen       |  |     |
| Cserék:            |  |                   |  |     |
| V                  |  | Sascha Höpfner    |  | 73' |
| ?                  |  |                   |  |     |
| Edző:              |  |                   |  |     |
| Jochem Ziegert     |  |                   |  |     |

| Asszisztensek: ? (német) ? (német) Negyedik játékvezető: ? (német) | Szabályok: - 90 perc játékidő. - 30 perc hosszabbítás, ha szükséges. - Büntetőpárbaj, ha az állás döntetlen. - 2 cserelehetőség. |

| Az 1992-1993-as Német labdarúgókupa győztese: |                        |
| BAYER LEVERKUSEN 1. cím                       |                        |
| ← 1991-92-es DFB-Pokal                        | 1993-94-es DFB-Pokal → |

## Lásd még
- Bundesliga 1992-1993